# La Villa (Teksas)
La Villa je grad u američkoj saveznoj državi Teksas. Prema popisu stanovništva iz 2010. u njemu je živjelo 1.957 stanovnika.